# Carrathool Shire
Koordinaten: 33° 58′ S, 145° 42′ O

Carrathool Shire ist ein lokales Verwaltungsgebiet (LGA) im australischen Bundesstaat New South Wales. Das Gebiet ist 18.934,5 km² groß und hat etwa 2.900 Einwohner.
Carrathool ist das größte Shire der Murrumbidgee-Region in der Südhälfte des Staates und liegt etwa 610 km westlich der Metropole Sydney und 425 km nordwestlich der australischen Hauptstadt Canberra. Das Gebiet umfasst 23 Ortsteile und Ortschaften: Boorga, Erigolia, Goolgowi, Gunbar, Hillston, Lake Brewster, Melbergen, Merriwagga, Monia Gap, Roto, Wallanthery und Teile von Benerembah, Binya, Booligal, Carrathool, Mossgiel, Myall Park, Naradhan, Rankins Springs, Tabbita, Warrawidgee, Willbriggie und Yenda. Der Sitz des Shire Councils befindet sich in der Ortschaft Goolgowi im Südosten der LGA, wo etwa 400 Einwohner leben.

## Verwaltung
Der Carrathool Council hat zehn Mitglieder, die von den Bewohnern von zwei Wards gewählt werden (je fünf Councillor aus A und B Ward). Diese beiden Bezirke sind unabhängig von den Ortschaften festgelegt. Aus dem Kreis der Councillor rekrutiert sich auch der Mayor (Bürgermeister) des Councils.
Bis 2012 gab es eine Aufteilung in fünf Wards, von denen jeder zwei Councillor stellte.